# D19 (Hérault)
De D19 is een departementale weg in het Franse departement Hérault. De weg start bij de kust bij Sérignan en loopt via Béziers naar Roquebrun.